# NGC 3472
NGC 3472 est une galaxie lenticulaire située dans la constellation de la Coupe. NGC 3472 a été découverte par l'astronome américain Ormond Stone en 1886.

## Caractéristiques
NGC 3472 présente une large raie d'émission He II et c'est une galaxie à sursaut de formation d'étoiles dite galaxie de Wolf-Rayet.

### Distance
Sa vitesse par rapport au fond diffus cosmologique est de 2 490 ± 31 km/s, ce qui correspond à une distance de Hubble de 36,7 ± 2,6 Mpc (∼120 millions d'al).

### Identification

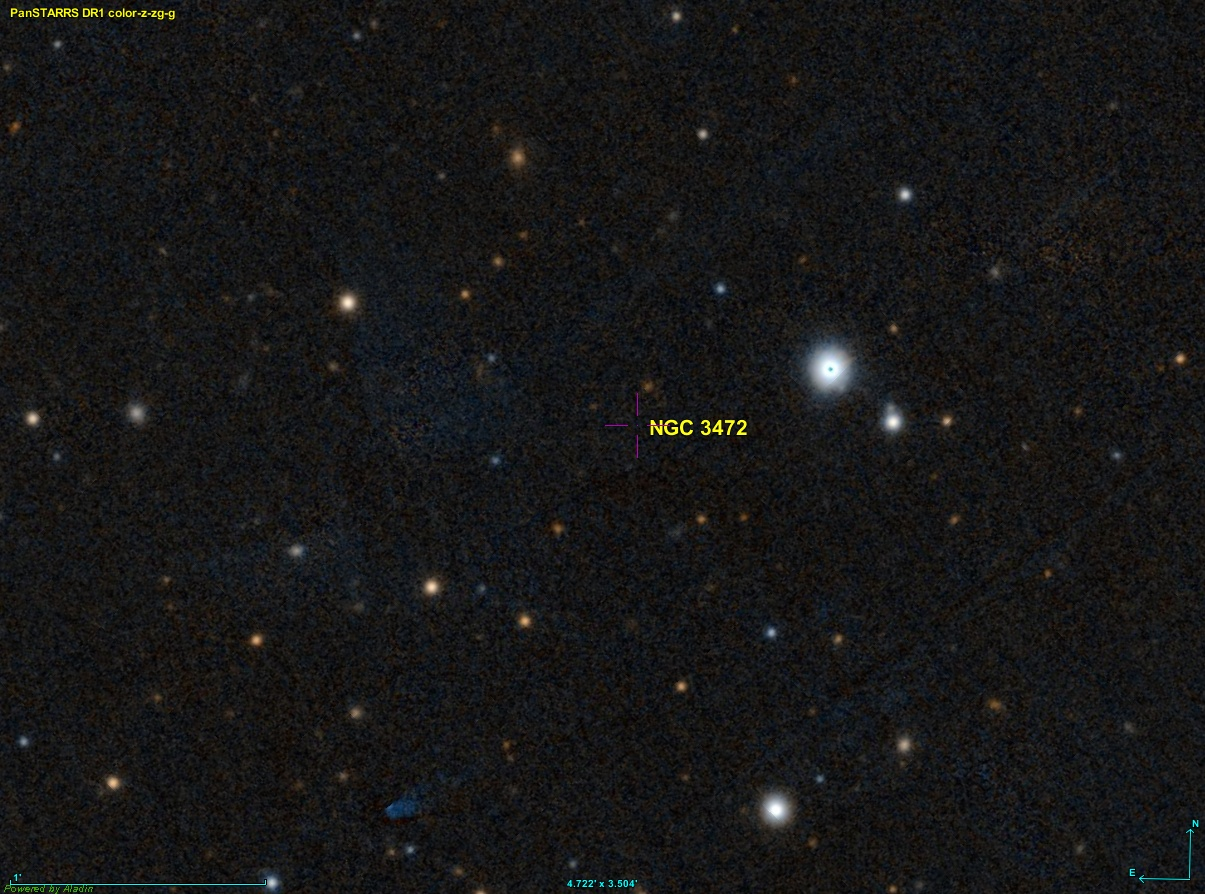
Selon les coordonnées indiquées sur la base de données NASA/IPAC, il n'y a rien à la position de NGC 3472.

Cette galaxie selon Wolfgang Steinicke et la base de données HyperLeda est PGC 37602 ou encore ESO 572-25. Toutefois, selon la base de données NASA/IPAC la position de NGC 3472 est 10h 57m 22,2s, une différence d'environ une heure. Mais, il n'y a rien à cet endroit. La base de données Simbad ne contient rien au sujet de NGC 3472. Les données de l'encadré à droite proviennent de la page ESO 572-25 de la base de données NASA/IPAC.